# Hôtel de Montesson
Hôtel de Montesson byl městský palác v Paříži na místě dnešního domu č. 40 v rue de la Chaussée-d'Antin. Palác v roce 1772 postavil architekt Alexandre-Théodore Brongniart pro markýzu de Montesson na pozemku rozkládajícím se mezi rue de Provence, rue Taitbout (dnešní Boulevard Haussmann) a rue de la Chaussée d'Antin. Palác byl propojen s palácem, který také postavil Brongniart pro vévodu Orleánského, jejího tehdejšího milence, na rue de la Chaussée d'Antin, přes rozlehlou anglicko-čínskou zahradu.
Součástí paláce byla kaple, kde se 23. dubna 1773 uskutečnil tajný sňatek Madame de Montesson s vévodou Orleánským. Madame de Montesson zde měla salon a zřídila zde divadlo, které v roce 1778 navštívil Voltaire.
Palác, který byl za prvního císařství rezidencí rakouského velvyslance Karla Filipa ze Schwarzenbergu, byl zničen požárem v roce 1810. Na jeho místě bylo v roce 1829 postaveno Cité d'Antin.
Tento požár a jeho následky vedly k úplné reorganizaci hasičského sboru, předchůdce dnešní Hasičské brigády.